# SPRESI-Datenbank
Die SPRESI-Datenbank (SPeicherung und REcherche Strukturchemischer Information) ist eine der größten Datenbanken für organische Chemie weltweit. Die SPRESI-Datenbank enthält Informationen zu 5,8 Millionen Strukturen und 4,6 Millionen Reaktionen aus 700.000 Referenzen inklusive 170.124 Patenten. Diese Daten decken den Zeitraum von 1974 bis 2014 ab und wurden von WINITI (Allrussisches Institut für wissenschaftliche und technische Information) in Zusammenarbeit mit der VEB Informationsverarbeitung Chemie Berlin (ZIC) erfasst. Die jährlichen Updates werden heute vom WINITI-Institut durchgeführt.
Seit 1990 werden diese Daten von der InfoChem GmbH in München angeboten.
Man kann in den SPRESI-Daten entweder über die Webanwendung SPRESIweb recherchieren oder alternativ die gesamten Daten oder Teilmengen davon im SD/RD-Format erwerben.
SPRESIweb ermöglicht die Suche nach Strukturen, Reaktionen und Referenzen. Es kann in über 32 Millionen Faktendaten, wie zum Beispiel physikalische Eigenschaften und Reaktionsbedingungen recherchiert werden. Zudem werden u. a. Links zu Chemikalien-Lieferanten und Dokumentlieferdiensten angeboten.
Seit März 2012 gibt es zudem SPRESImobile, eine kostenlose App für iPhone- und iPad-Geräte. Sie bietet direkten Zugang zu ChemReact, einer Teildatenbank von der SPRESI-Datenbank, die mehr als 500.000 einzigartige Reaktionstypen und dazugehörige Referenzen beinhaltet.